# Scutum
Scutum (pl.: scuta) var en type skjold, der blev brugt blandt italiske folk i antikken, men mest kendt for at være anvendt af den romerske hær fra omkring det fjerde århundrede f.Kr. og frem.
Scutum blev et vigtigt element i den romerske hær, da den skiftede fra den græske falanks-formation med hoplitter til formationen med manipler (latin: manipuli). I falanksen bar soldaterne runde skjolde, som romerne kaldte clipeus. I manipel-formationen brugte de derimod det større scutum. Oprindeligt var scutum aflang og konveks (buet på ydersiden). Senere, omkring det første århundrede f.Kr., udviklede det sig til det rektangulære, halvcylindriske skjold, som er mest kendt i dag. Selvom scutum er et ikonisk romersk skjold, var det ikke det eneste. Romerske skjolde fandtes i forskellige typer afhængigt af soldatens rolle. Ovale, runde og rektangulære former blev brugt gennem hele den romerske historie.
Et scutum var let nok til at blive holdt med én hånd, og dets store højde og bredde dækkede hele bæreren, hvilket gjorde ham svært at ramme med både kastevåben og i kamp på tæt hold. Den centrale metalbule, umbo, fungerede også som et ekstra våben til, som kunne bruges til at støde med. De tidlige udgaver af scutum var lavet af flere materialer og kunne gennembrydes af kraftige hug eller stød. Dette oplevede romerne under krigene mod Karthago (de Puniske Krige) og Dakerne, hvor fjendens våben såsom falcata og falx let kunne trænge igennem og ødelægge skjoldet. Som reaktion på fjendens effektive våben blev scutum forstærket med tykkere planker og metalkanter, hvilket gjorde det mere modstandsdygtigt.

## Eksterne links
- "Roman Military Equipment", Roman Shields (web museum)
- Lacus Curtius Online, University of Chicago for online translations of Plutarch, Polybius, Cassius Dio and other antique authors
- "Roman Shield Study Material", Roman Legion Shield Patterns (group), arkiveret fra originalen 9. februar 2013 for the Study and Photographs of Roman Legion and Auxillia Shield and Painting Patterns